# Voznesenskoe (Oblast' di Arcangelo)
Voznesenskoe (in russo Вознесенское) è un villaggio (село) russo del verchnetoemskij rajon, nell'oblast' di Arcangelo. È centro amministrativo di uno dei nove comuni rurali del distretto.